# Евстатиос Антопулос
Евстатиос Йоани Антопулос (на гръцки: Ευστάθιος Ιωάννη Ανθόπουλος) е гръцки политик от XX век.

## Биография
Евстатиос Антопулос е роден през 1926 година в сярското село Махмуджи, в семейството на гърци бежанци. Учи право и работи дълги години като адвокат в Сяр. Избиран е за депутат от Центристкия съюз в 1963 и 1964 година.
След падането на диктатурата е кандидат на изборите през 1974 г. от новооснованата ПАСОК и получава 4523 гласа, без да бъде избран. От ПАСОК е избран за депутат на изборите през 1977 г. и преизбран през 1981 г. и 1985 г. Подава оставка на 2 декември 1985 година, за да оглави Организацията за селскостопанско застраховане. Избирателната комисия касира избора му и на негово място встъпва в длъжност Йоанис Панайотидис от Нова демокрация.
Антуполос става генерален секретар на Министерството на социалната сигурност.
Умира през април 1988 година след дълго боледуване. Погребан е в родното си село. Синът му Йоанис Антопулос също е политик.
Името му носи улица в Сяр.